# Shakespeare-Festival Neuss
Das Shakespeare-Festival Neuss findet seit 1991 jährlich in einem Nachbau des Globe Theatres auf dem Gelände der Neusser Rennbahn statt.

## Das Gebäude

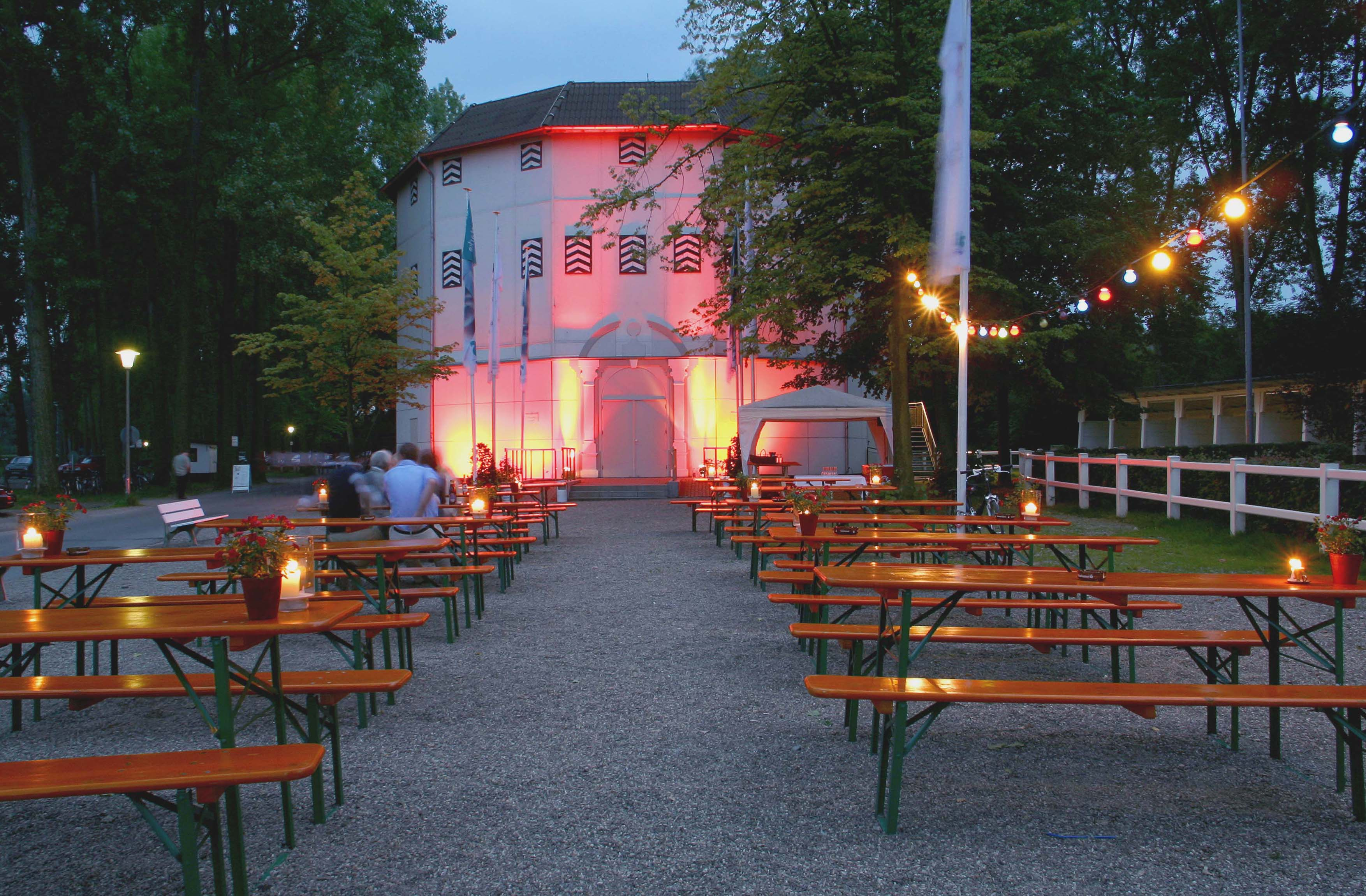
Globe Theatre Neuss

Zur Landesgartenschau 1988 in Rheda-Wiedenbrück wurde ein Nachbau des Globe Theatres nach einer Idee von Reinhard Schiele, einem Theatermacher, der zu der Zeit beim Schlosstheater Overhagen engagiert war, erbaut. Schiele wünschte sich eine mobile Wanderbühne, die getreu dem Vorbild aus Holz gebaut werden sollte. Das Vorhaben musste aufgrund von Feuerschutzvorschriften aufgegeben werden. Es entstand ein zwölfeckiges Theatergebäude aus einer Holz-Stahl-Konstruktion, das nicht mehr mobil war. Nach den Aufführungen während der Bundesgartenschau wurde das Theater zwei Jahre lang nicht genutzt.
Die Stadt Neuss und die „Neusser Gemeinnütziger Bauverein AG“ erwarben das Gebäude und bauten es 1991 auf dem Gelände der Neusser Galopprennbahn wieder auf.
Das mehrgeschossige Gebäude, dessen kleine Fenster mit schwarz-weißen Blendläden verschlossen werden, bietet Platz für etwa 500 Zuschauer, die höchstens 10 Meter von der Bühne entfernt auf mehreren Ebenen sitzen. Im historischen Original gab es praktisch kaum Sitzplätze, aber das wäre in der Gegenwart nicht mehr vermittelbar.

## Das Festival
Das Festival findet seit 1991 jährlich statt und erstreckte sich zuletzt (2016) über rund einen Monat im Juni und Juli. Es wird vom Kulturreferenten der Stadt Neuss, als künstlerischem Leiter und dem Produktionsleiter betreut. Unterstützung erhält die Veranstaltung durch die Sponsorengruppe Freunde des Globe.
Das Festival bietet ein jährlich wechselndes Programm mit bis zu 30 Aufführungen, die ungefähr 15.000 Besucher anziehen. Erreicht wird eine Platzauslastung von 90 Prozent. Die Mischung aus nationalen und internationalen Ensembles, die die Werke Shakespeares, teilweise in Originalsprache, auf der einfachen Bühne ohne aufwändige Kulissen aufführen, bietet sowohl werkgetreue Inszenierungen als auch zeitgenössische Bearbeitungen und unkonventionelle Interpretationen. Zu den regelmäßigen Teilnehmern zählen die bremer shakespeare company und das Rheinische Landestheater Neuss.

## Programm

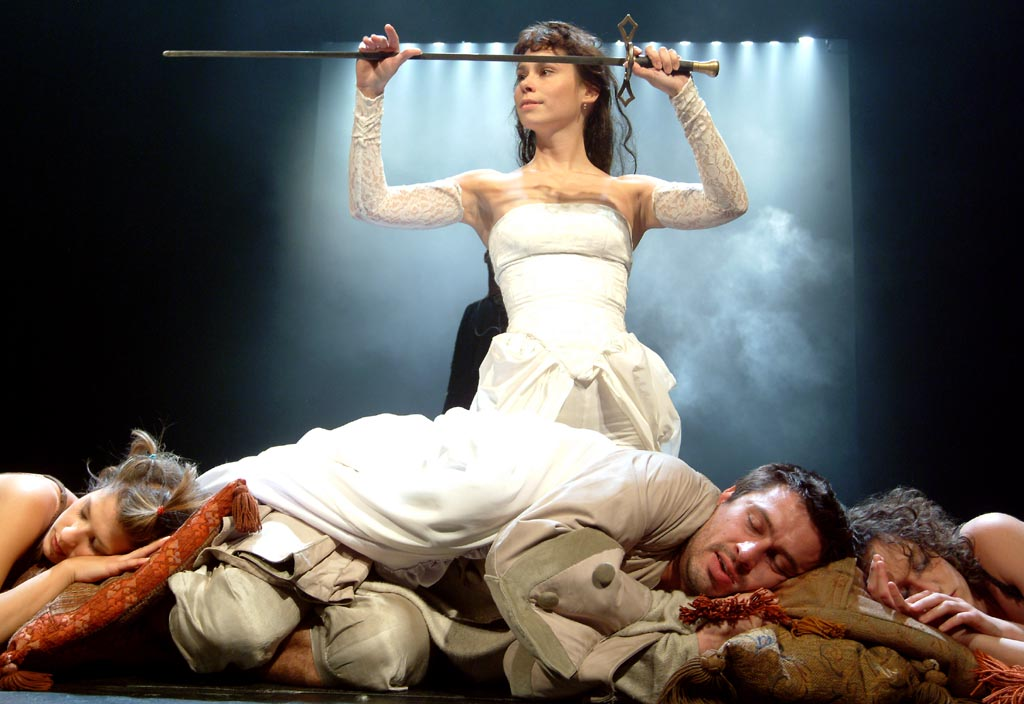
Ein Sommernachtstraum. Ungarisches Burgtheater aus Gyula in Kooperation mit dem Neuen Theater Budapest (2007)

1991 begann das Festival mit vier Inszenierungen der bremer shakespeare company: Der Widerspenstigen Zähmung, Antonius und Cleopatra, Der Sturm und Die lustigen Weiber von Windsor. Bereits 1992 wurde das Programm mit The Medieval Players London, der Tanzcompagnie Keli aus Indien und dem Roma Pralipe Theater international erweitert. Auch das Rheinische Landestheater Neuss nahm zum ersten Mal am Festival teil. Seit 1994 tritt Patrick Spottiswoode vom Londoner Shakespeare’s Globe auf, der einen Vortrag über „Shakespeare und das Globe“ gestaltet.
Eine Verbindung zum Musiktheater erfolgte durch die Semi-Opern von Henry Purcell, von denen 2007 nach „The Tempest“ und „The Fairy Queen“ „King Arthur“ vom Rheinischen Landestheater gemeinsam mit Capella Piccola, einem auf alte Musik spezialisiertem Chor aus Neuss, dem  Metamorphosis-Ensemble aus Köln und der Kunsthochschule für Medien in Köln erarbeitet wurde.
Neben häufig gespielten Stücken werden auch unbekanntere Werke und moderne Bearbeitungen in das Programm aufgenommen. So zeigte das „Théâtre le Ranelagh“ aus Paris 1996 eine frühe italienische Vorlage für „Romeo und Julia“ in 15 pantomimischen Clownsbildern, die Theatergruppe „Nossa Cara“ aus Brasilien führte 1995 einen „Straßenhamlet“ auf.
Im Programm 2012 brachte das ursprünglich afghanische Theater Rah-e Sabz („Pfad der Hoffnung“) die Komödie der Irrungen. Im Kontext eines durch jahrzehntelangen Bürger- und Religionskrieg verheerten Landes ist die Suche nach Familienangehörigen nicht mehr eine bloße Komödienhandlung. Die Gruppe hatte überdies ihren Standort nach Indien verlegen müssen, seit ihr Probenraum einem Bombenanschlag zum Opfer fiel. Der litauische Regisseur Oskaras Koršunovas brachte 2012 mit Miranda eine höchst ungewöhnliche Adaption von Shakespeares Sturm auf die Bühne. Es gibt nur mehr einen Mann, Prospero, und eine Frau, seine Tochter Miranda, es entwickelt sich unter den Bedingungen einer Exil-Existenz ein ständiger Machtkampf zwischen den beiden.